# Familia Mukomberanwa
Mukomberanwa es el apellido de una familia de renombrados escultores de Zimbabue.  
Nicholas Mukomberanwa, junto a su esposa, Grace Mukomberanwa fueron los primeros  integrantes de la nueva generación de escultores de Zimbabue del arte Shona (en).· Los escultores de Zimbabue están separados en generaciones basadas en el periodo en que cada uno de ellos comenzó a trabajar con la piedra.  Trabajan dentro del entorno familiar, incluyendo a hijos y sobrinos en el mismo taller, que con el tiempo ganan un nombre individual en la industria y entran a formar parte de las segundas y terceras generaciones de artistas escultores de Zimbabue. Grace y Nicholas tuvieron seis hijos juntos. Los hijos de Nicholas, en orden de nacimiento, fueron Anderson Mukomberanwa, Malachia Mukomberanwa, Lawrence Mukomberanwa, Taguma Mukomberanwa, Tendai Mukomberanwa, Netsai Mukomberanwa, y la más joven Ennica Mukomberanwa.

## Artistas
Ellos han formado a la segunda y tercera generación de escultores de Zimbabue, muchos de los cuales han sido famosos a nivel internacional. Los miembros de la familia que se consideran integrantes de la segunda generación de escultores son:
- Anderson Mukomberanwa (1968-2003) - (segunda generación)
- Netsai Mukomberanwa (*1967)
- Nesbert Mukomberanwa (*1969)
- Tendai Mukomberanwa (*1974)- (en)
- Lawrence Mukomberanwa (*1976) - (tercera generación)
- Ennica Mukomberanwa (*1978)
- Taguma Mukomberanwa (*1978)